# Suren Arakelov
Suren Yurievich Arakelov (em russo:  Суре́н Ю́рьевич Араке́лов, em armênio/arménio:  Սուրե՛ն Յուրիի՛ Առաքելո՛վ; Carcóvia, 16 de outubro de 1947) é um matemático soviético de ascendência armeniana, conhecido pela teoria de Arakelov.

## Biografia
A partir de 1965 Arakelov estudou no Departamento de Matemática da Universidade Estatal de Moscou, onde obteve a graduação em 1971.
Em 1974 recebeu o grau de Candidato de Ciências no Instituto de Matemática Steklov em Moscou, orientado por Igor Shafarevich. Trabalhou então como pesquisador junior na Universidade Gubkin de Petróleo e Gás em Moscou até 1979. Encerrou então suas atividades de pesquisador devido a esquizofrenia. Em 2014 morava em Moscou com sua mulher e dois filhos.
Em 1974 foi palestrante convidado (Invited Speaker) no Congresso Internacional de Matemáticos em Vancouver (Algebraic Geometry).

## Teoria de Arakelov
A teoria de Arakelov foi explorada por Paul Vojta para fornecer uma nova demonstração da conjectura de Mordell e por Gerd Faltings em sua demonstração da generalização de Lang da conjectura de Mordell.

## Publicações
- S. J. Arakelov (1971). «Families of algebraic curves with fixed degeneracies». ", Mathematics of the USSR — Izvestiya. 5 (6): 1277–1302. doi:10.1070/IM1971v005n06ABEH001235
- S. J. Arakelov (1974). «Intersection theory of divisors on an arithmetic surface». Mathematics of the USSR — Izvestiya. 8 (6): 1167–1180. doi:10.1070/IM1974v008n06ABEH002141
- Arakelov, S. J. (1975). «Theory of intersections on an arithmetic surface». Vancouver: Amer. Math. Soc. Proc. Internat. Congr. Mathematicians. 1: 405–408